# Лос-Молінос (Каліфорнія)
Лос-Молінос (англ. Los Molinos) — переписна місцевість (CDP) в США, в окрузі Техама штату Каліфорнія. Населення — 2098 осіб (2020).

## Географія
Лос-Молінос розташований за координатами 40°1′37″ пн. ш. 122°5′53″ зх. д. / 40.02694° пн. ш. 122.09806° зх. д. (40.027011, -122.097994).  За даними Бюро перепису населення США в 2010 році переписна місцевість мала площу 5,74 км², з яких 5,68 км² — суходіл та 0,06 км² — водойми.

## Демографія
Згідно з переписом 2010 року, у переписній місцевості мешкало 2037 осіб у 786 домогосподарствах у складі 497 родин. Густота населення становила 355 осіб/км².  Було 932 помешкання (162/км²).
Расовий склад населення:
| - 77,6 % — білих - 1,9 % — корінних американців - 0,3 % — азіатів - 0,1 % — вихідців з тихоокеанських островів - 15,8 % — осіб інших рас |

До двох чи більше рас належало 4,3 %. Частка іспаномовних становила 26,4 % від усіх жителів.
За віковим діапазоном населення розподілялося таким чином: 23,7 % — особи молодші 18 років, 58,5 % — особи у віці 18—64 років, 17,8 % — особи у віці 65 років та старші. Медіана віку мешканця становила 41,7 року. На 100 осіб жіночої статі у переписній місцевості припадало 98,7 чоловіків;  на 100 жінок у віці від 18 років та старших — 99,2 чоловіків також старших 18 років.
Середній дохід на одне домашнє господарство  становив 51 656 доларів США (медіана — 40 347), а середній дохід на одну сім'ю — 59 710 доларів (медіана — 43 171). За межею бідності перебувало 29,2 % осіб, у тому числі 41,9 % дітей у віці до 18 років та 16,7 % осіб у віці 65 років та старших.
Цивільне працевлаштоване населення становило 794 особи. Основні галузі зайнятості: освіта, охорона здоров'я та соціальна допомога — 27,8 %, будівництво — 18,5 %, роздрібна торгівля — 10,5 %, сільське господарство, лісництво, риболовля — 9,1 %.